# Sthenias pseudodorsalis
Sthenias pseudodorsalis är en skalbaggsart som beskrevs av Stefan von Breuning 1938. Sthenias pseudodorsalis ingår i släktet Sthenias och familjen långhorningar.
Artens utbredningsområde är:
- Tibet.
- Laos.

Inga underarter finns listade i Catalogue of Life.